# Roetz-Bikes
Roetz is een Nederlands fietsenmerk met een kenmerkend vintage-vormgeving dat nieuwe fietsen maakt door fietswrakken en tweedehands fietsonderdelen te reviseren. 

## Achtergrond
De medewerkers van Roetz zijn mensen die door hun verleden moeilijk aan een baan kunnen komen. Het bedrijf met circa 15 medewerkers had in 2014 een jaarproductie van circa 2000 fietsen en wist in 2014 een contract met de Nederlandse Spoorwegen te krijgen. Voor dat bedrijf worden jaarlijks duizend OV-fietsen geproduceerd. De fietsen ondergaan na demontage een renovatie met 70% gebruikte onderdelen. Bewegende delen, zoals lagers en trapassen, en beschadigde kunststof handvatten en kettingkasten worden door nieuwe onderdelen vervangen.